# Chris Stoffels
Chris Stoffels (* 11. September 1951 in Köln; † 29. Dezember 2024 in Dormagen) ist ein deutscher Schriftsteller und Lyriker.

## Werdegang
Nach dem Abitur, das er an einer katholischen Klosterschule erwarb, studierte Chris Stoffels Jura in Freiburg, Münster und Köln. Danach wandte er sich dem Journalismus zu und arbeitete bis 1981 für den Kölner Stadtanzeiger. Anschließend war er 30 Jahre bei der Rheinischen Post als Redakteur in der regionalen Berichterstattung tätig.
Bereits in den 1970er Jahren begann Stoffels Gedichte zu verfassen. Seit 2012 sind unter seinem Namen rund ein Dutzend Romane unterschiedlicher konzeptioneller Ausrichtung erschienen; zu seinen Werken zählen Krimis und Liebesromane ebenso wie Psychodramen und teils autobiografische Familiengeschichten. Ein zentrales Thema bei Stoffels sind Konflikte zwischen Kriegs- und Nachkriegsgeneration. Gemeinsam ist seinen Geschichten der Bezug zum Rheinland, Stoffels' Heimat, oder zur Wesermarsch, wo er seit Jahrzehnten hinreist, um sich von der Landschaft um die Halbinsel Butjadingen inspirieren zu lassen.

## Werk
- Hamsterbacken, 2013
- Messer aus Bullerbü, 2014
- Rhabarberblätter, 2014, 2. überarbeitete Auflage 2022
- Domtränen, 2015
- Fliehkräfte, 2015
- Hummerleben, 2015
- Zeitgerinnsel, 2015
- Jesallah: Schicksale eines Flüchtlinbgstrecks von Syrien in eine rheinische Kleinstadt, 2016
- The Nuke, 2017
- Seelenbrüche, 2017
- Das Spiel der Männer, 2017
- Brückenschläge, 2017
- Messer aus Bullerbü: Die Borderliner
- Hambach Rudi und die Demokröten, 2019
- Lebenswerker, 2019
- An einem Tag im Februar, 2020
- Schattenwinkel, 2020
- Zeitgerinnsel, 2022
- Blind, 2023
- Aus der Bodenhaltung meiner Träume, 2024
- Heimatspuren, 2024
- Corona Blues : Gravuren der Pandemie
- Jule tanzt